# Бургузио
Бургузио (итал. Burgusio) је насеље у Италији у округу Болцано, региону Трентино-Јужни Тирол.
Према процени из 2011. у насељу је живело 831 становника. Насеље се налази на надморској висини од 1216 м.